# Fußball (Special Olympics)

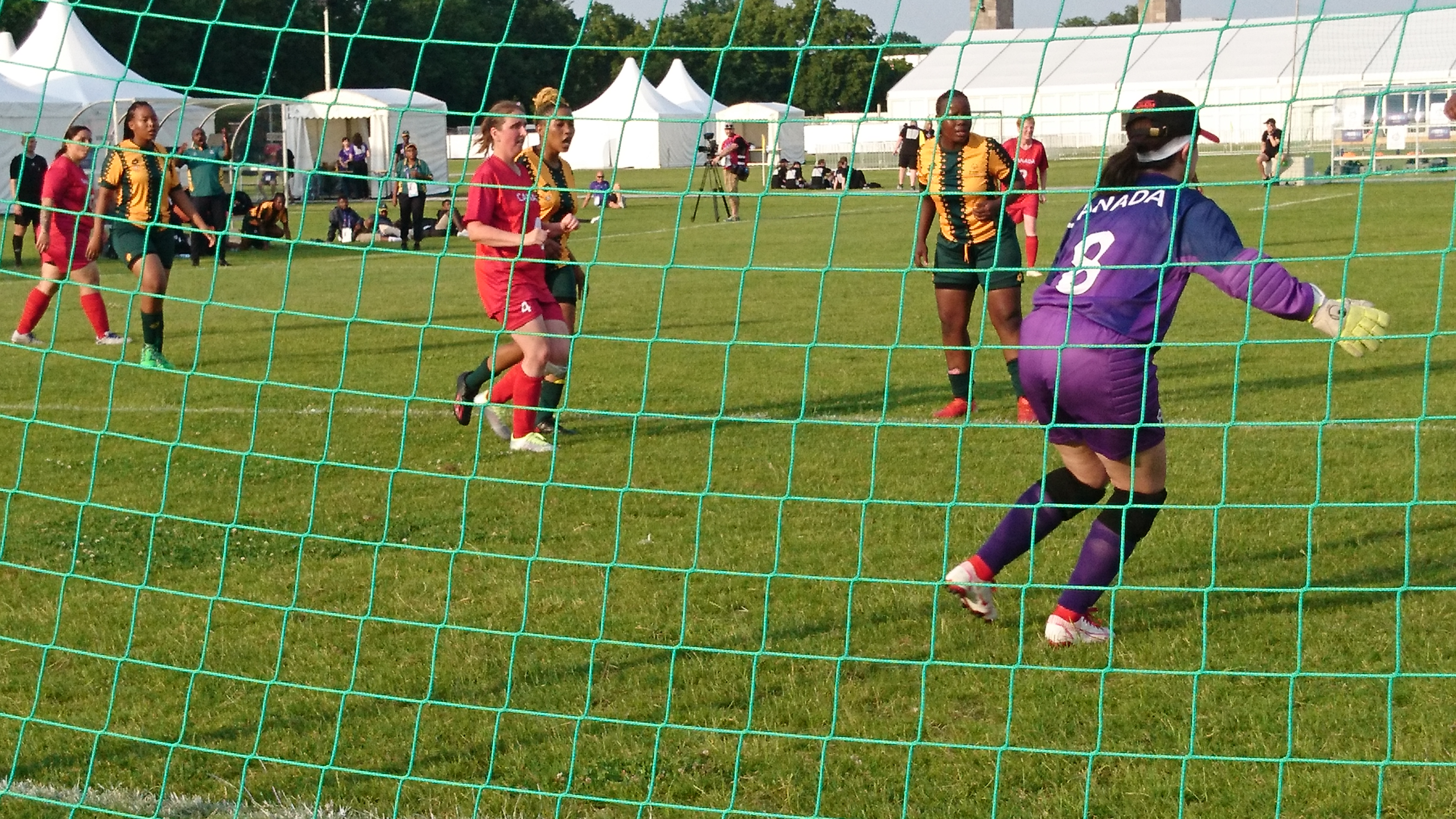
Damenfußballspiel (7 gegen 7) Kanada – Südafrika, Special Olympics World Summer Games 2023

Fußball bei Special Olympics ist eine Sportart, die auf den Regeln des Fußballs beruht und in Wettbewerben und Trainingseinheiten der Organisation Special Olympics weltweit für geistig und mehrfach beeinträchtigte Menschen angeboten wird. Fußball ist seit 1987 bei Special Olympics World Games vertreten.

## Allgemeines
Fußball ist die weltweit beliebteste Mannschaftssportart. Bei Special Olympics International trainieren regelmäßig über 300.000 regelmäßig trainierende Athletinnen und Athleten aus 160 Ländern, in Deutschland sind es über 8.000. Hier existieren etwa 45 Unified Teams, in denen Menschen mit geistiger Beeinträchtigung zusammen mit Menschen ohne geistige Beeinträchtigung Fußball spielen.

## Regeln
Angewendet werden die Regeln des International Football Association Board (IFAB) und in Deutschland auch die des Deutschen Fußball-Bundes (DFB), soweit sie nicht im Widerspruch zu den offiziellen Special Olympics Sportregeln für Fußball oder zu Artikel 1 der Sportregeln stehen. So können Special Olympics Wettbewerbe nach weltweit gültigen allgemeinen Standards abgehalten werden.

## Besonderheiten bei Special Olympics
Vor den eigentlichen Wettbewerben finden Klassifizierungsrunden statt, damit die Athleten in möglichst leistungshomogene Gruppen eingeteilt werden können. Die Klassifizierung erfolgt bei ausreichend vielen Mannschaften nach dem Schweizer System. Die Spieldauer wird durch die Wettbewerbsleitung unter Einbeziehung verschiedener Komponenten bestimmt, darunter die Witterungsverhältnisse, die Spielstärke und die Anzahl der angesetzten Spiele pro Tag.
Folgende Sonderregeln werden angewendet:
- Jede Mannschaft hat sieben Mitglieder, maximal aber zwölf. Auswechslungen sind unbegrenzt möglich. Bei einer Teamstärke von sieben spricht man von Sieben gegen Sieben oder 7-a-Side, bei acht Mitgliedern von Acht gegen Acht oder 8-a-Side usw.[4]
- Das Tor hat eine Größe von 5 mal 2 Metern.
- Der Torhüter wirft den Ball ins Spiel.
- Es gibt zwei Halbzeiten mit je zwanzig Minuten, mit einer fünfminütigen Halbzeitpause.
- Nachdem der Ball im Seitenaus war, muss er wieder ins Spiel geschossen werden, wobei kein direktes Tor erzielt werden kann.
- Die Rückpassregel gilt. Die Torhüterin bzw. der Torhüter darf einen Ball nach Rückpass (Ausnahme: Kopfball/Brust) nicht in die Hand nehmen.
- Die Torhüterin oder der Torhüter darf den Abstoß auch über die Mittellinie hinaus spielen.
- Die Wettbewerbsleitung darf auch das Ausführen eines Einkicks anstelle des Einwurfs erlauben.
- Nur bei Elf gegen Elf gilt die Abseitsregel.
- Bei einem Unentschieden zum Ende des Spiels gibt es zwei fünfminütige Verlängerungen. Falls danach immer noch kein Team siegreich ist, geht es direkt zum Penaltyschießen.[5][3]

## Wettkämpfe
Angeboten werden
- Teamwettbewerb – Frauen
- Teamwettbewerb – Männer
- Unified Sports Teamwettbewerb – Frauen
- Unified Sports Teamwettbewerb – Männer

## Angebot bei Special Olympics World Games

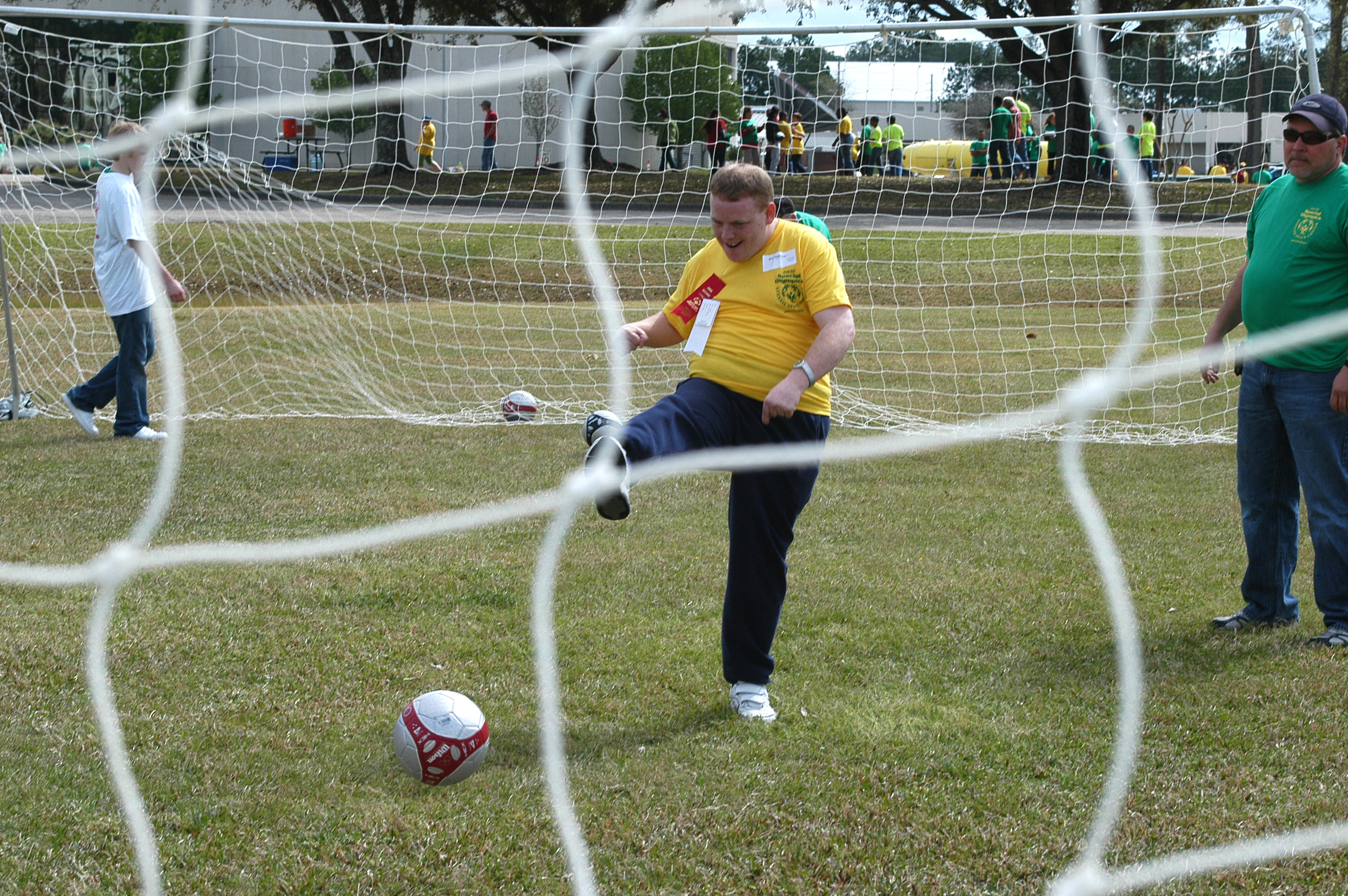
Fußballspiel bei einem Special Olympics Wettbewerb in Mississippi, 2010

Fußball ist seit 1987 bei Special Olympics World Games vertreten. Zu den Special Olympics Sommerspielen 2023 wurden 544 Athleten und 160 Unified-Partner erwartet. Die Spiele fanden auf dem Maifeld im Olympiapark statt.

## Erfolgreiche Athletinnen und Athleten (Auswahl)
- Emanuelle Dutra Fernandes de Souza, Brasilien
- Renee Manfredi, USA
- Natascha Wermelskirchen, Deutschland
- Nicola Brings, Deutschland